# 清远郡
清远郡，中国古代的郡。
南朝梁置，治所在今广东省清远市。南朝陈移治翁源县（今广东翁源县西北）。属西衡州。辖境相当今翁源县一带。隋朝开皇十年（590年），废。 

## 行政長官

### 齊朝清遠太守
- 孫文惠[1]

### 梁朝清遠太守
- 歐陽頠，字靖世，長沙臨湘人[1]。